# Campionati italiani di winter triathlon del 2006
I Campionati italiani di winter triathlon del 2006 (VIII edizione) sono stati organizzati dalla Federazione Italiana Triathlon e si sono tenuti a Flassin in Valle d'Aosta, in data 5 febbraio 2006.
Tra gli uomini ha vinto per la seconda volta consecutiva Daniel Antonioli ( Esercito), mentre la gara femminile è andata a Giuliana Lamastra (Valle d'Aosta).

## Risultati

### Élite uomini
| Pos. | Atleta             | Società sportiva             | Corsa   | Bici    | Sci di fondo | Totale  |
| ---- | ------------------ | ---------------------------- | ------- | ------- | ------------ | ------- |
|      | Daniel Antonioli   | Esercito                     | 0:24:05 | 0:33:32 | 0:24:53      | 1:22:30 |
|      | Oswald Weisenhorn  | Malles Triathlon             | 0:25:05 | 0:33:40 | 0:24:50      | 1:23:35 |
|      | Anton Steiner      | Malles Triathlon             | 0:25:05 | 0:34:09 | 0:25:35      | 1:24:49 |
| 4    | Luca Bonazzi       | Triathlon Bergamo            | 0:25:00 | 0:35:50 | 0:25:41      | 1:26:31 |
| 5    | Walter Polla       | Triathlon Alto Adige         | 0:25:52 | 0:36:11 | 0:25:22      | 1:27:25 |
| 6    | Marco Bethaz       | Valle d'Aosta                | 0:25:47 | 0:35:55 | 0:26:20      | 1:28:02 |
| 7    | Guido Ricca        | Triathlon Cremona Stradivari | 0:26:53 | 0:34:05 | 0:27:31      | 1:28:29 |
| 8    | Stefano Bonadei    | Freezone                     | 0:28:07 | 0:33:53 | 0:26:46      | 1:28:46 |
| 9    | Giacomo Gurini     | Triathlon Bergamo            | 0:27:55 | 0:35:36 | 0:25:48      | 1:29:19 |
| 10   | Stefano Luciani    | Poletti                      | 0:25:23 | 0:36:25 | 0:29:16      | 1:31:04 |
| 11   | Pietro Riva        | Triathlon Lecco              | 0:26:36 | 0:37:41 | 0:27:02      | 1:31:19 |
| 12   | Massimo Lavelli    | Steel Triathlon Bergamo      | 0:25:56 | 0:37:16 | 0:29:06      | 1:32:18 |
| 13   | Dario Martocchi    | Triathlon Lecco              | 0:27:58 | 0:36:07 | 0:28:29      | 1:32:34 |
| 14   | Luca Cobetto       | Tri Savoia                   | 0:26:49 | 0:35:30 | 0:30:46      | 1:33:05 |
| 15   | Paolo De Monte     | Triathlon Team Brianza       | 0:30:12 | 0:35:53 | 0:30:33      | 1:36:38 |
| 16   | Michele Fogliata   | Freezone                     | 0:28:55 | 0:40:15 | 0:30:35      | 1:39:45 |
| 17   | Luca De Biaggi     | Triathlon Novara             | 0:29:05 | 0:38:13 | 0:34:28      | 1:41:46 |
| 18   | Leonardo Gagliardo | Progetto Vista               | 0:31:53 | 0:40:38 | 0:29:52      | 1:42:23 |
| 19   | Massimo Lazzaroni  | Triathlon Team Brianza       | 0:29:01 | 0:43:15 | 0:31:35      | 1:43:51 |
| 20   | Giovanni Redaelli  | Triathlon Lecco              | 0:31:14 | 0:41:58 | 0:31:50      | 1:45:02 |

### Élite donne
| Pos. | Atleta               | Società sportiva   | Corsa   | Bici    | Sci di fondo | Totale  |
| ---- | -------------------- | ------------------ | ------- | ------- | ------------ | ------- |
|      | Giuliana Lamastra    | Valle d'Aosta      | 0:29:36 | 0:39:56 | 0:30:03      | 1:39:35 |
|      | Stefania Bonazzi     | Silca Ultralite    | 0:29:31 | 0:39:27 | 0:31:29      | 1:40:27 |
|      | Cristina Clerico     | Valle Gesso Sport  | 0:29:35 | 0:41:33 | 0:38:25      | 1:49:33 |
| 4    | Claudia Paolazzi     | ARC Busto Arsizio  | 0:33:13 | 0:41:51 | 0:35:56      | 1:51:00 |
| 5    | Luisa Casagrande     | Freetime Triathlon | 0:34:36 | 0:52:02 | 0:37:50      | 2:04:28 |
| 6    | Arianna Pasquariello | Friesian Team      | 0:33:20 | 0:53:07 | 0:38:52      | 2:05:19 |
| 7    | Virna Stavla         | Padova Triathlon   | 0:34:55 | 0:51:57 | 0:40:45      | 2:07:37 |
| 8    | Francesca Rebecchi   | CUS Parma Medel    | 0:32:20 | 1:09:31 | 0:33:31      | 2:15:22 |
| 9    | Patrizia Gallo       | Los Tigres         | 0:40:19 | 0:55:25 | 0:45:58      | 2:21:42 |
| 10   | Luisella Iabichella  | Road Runners       | 0:40:14 | 0:57:15 | 0:47:31      | 2:25:00 |
| 11   | Paola D'Ambrosio     | Torino 3           | 0:38:31 | 0:57:34 | 1:05:15      | 2:41:20 |
| 12   | Maria Palma Lanfredi | Friesian Team      | 0:38:20 | 1:03:08 | 1:00:02      | 2:41:30 |